# Francisco I. Madero 2.ª Sección (Paraíso)
Francisco I. Madero 2.ª Sección es una ranchería del municipio de Paraíso ubicado en la subregión de la Chontalpa del estado mexicano de Tabasco.

## Historia
La localidad era conocida como Francisco I. Madero hasta el 15 de abril de 2015 cuando cambió a su nombre actual.

## Geografía
La localidad se ubica a 7.8 kilómetros (en dirección norte) de la localidad de Paraíso, la cabecera y lugar más poblado del municipio. Se sitúa en las coordenadas geográficas 18°19′45″N 93°11′29″O / 18.329167, -93.191389, a una elevación de 5 metros sobre el nivel del mar.

## Demografía
Según el Conteo de Población y Vivienda 2020, efectuado por el Instituto Nacional de Estadística y Geografía, la localidad de Francisco I. Madero 2.ª Sección tiene 1,816 habitantes, de los cuales 883 son del sexo masculino y 933 del sexo femenino. Su tasa de fecundidad es de 2.06 hijos por mujer y tiene 456 viviendas particulares habitadas.
| Gráfica de evolución demográfica de Francisco I. Madero 2.ª Sección entre 1921 y 2020 |
|                                                                                       |
| INEGI.                                                                                |